# للفقيد الرحمة (فلم)
للفقيد الرحمة هو فيلم دراما مصري من إخراج عمر عبد العزيز وبطولة فريد شوقي، ميرفت أمين، يوسف شعبان، توفيق الدقن، أحمد راتب ونعيمة الصغير، صدر الفيلم في 14 يونيو 1982. وهو أول فيلم يخرجه عمر عبد العزيز.

## نبذة
لأن أيوب طمعان في ثروة الزعفراني، يوافق على زواجه من ابنته الثانية سلوى والمخطوبة لزميلها أحمد. ولأن سلوى وأحمد متعثران في الزواج لقلة دخلهما يوافقان على زواج سلوى من الحانوتى بعد أن يكتب لها نصف ثروته على ان يقوما بقتله بعد الزواج.

## طاقم العمل
- فريد شوقي بدور الزعفراني
- ميرفت أمين بدور سلوى
- يوسف شعبان بدور أحمد
- توفيق الدقن بدور أيوب
- أحمد راتب بدور زنانيري
- نعيمة الصغير بدور جليلة

## وصلات خارجية
- للفقيد الرحمة على موقع الدهليز
- للفقيد الرحمة على موقع قاعدة بيانات الأفلام العربية